# Jack Conger
John Pete Conger (conocido como Jack Conger; Rockville, 26 de septiembre de 1994) es un deportista estadounidense que compite en natación, especialista en el estilo libre.
Ganó una medalla de bronce en el Campeonato Mundial de Natación de 2017, una medalla de oro en el Campeonato Mundial de Natación en Piscina Corta de 2018 y una medalla de plata en el Campeonato Pan-Pacífico de Natación de 2018.
Estudió el grado de Comunicación Corporativa en la Universidad de Texas en Austin.

## Palmarés internacional
| Campeonato Mundial                  | Campeonato Mundial | Campeonato Mundial | Campeonato Mundial |
| Año                                 | Lugar              | Medalla            | Prueba             |
| ----------------------------------- | ------------------ | ------------------ | ------------------ |
| 2017                                | Budapest (Hungría) | Medalla de bronce  | 4 × 200 m libre    |
| Campeonato Mundial en Piscina Corta |                    |                    |                    |
| Año                                 | Lugar              | Medalla            | Prueba             |
| 2018                                | Hangzhou (China)   | Medalla de oro     | 4 × 50 m libre     |
| Campeonato Pan-Pacífico             |                    |                    |                    |
| Año                                 | Lugar              | Medalla            | Prueba             |
| 2018                                | Tokio (Japón)      | Medalla de plata   | 100 m mariposa     |